# Codonacanthus
Codonacanthus är ett släkte av akantusväxter. Codonacanthus ingår i familjen akantusväxter.
Kladogram enligt Catalogue of Life:
| Codonacanthus | \| \| Codonacanthus pauciflorus \| \| \| \| \| \| Codonacanthus sanjappae \| \| \| \| |
|               | \| \| Codonacanthus pauciflorus \| \| \| \| \| \| Codonacanthus sanjappae \| \| \| \| |
|               | Codonacanthus pauciflorus                                                             |
|               |                                                                                       |
|               | Codonacanthus sanjappae                                                               |
|               |                                                                                       |